# Интеллект слонов

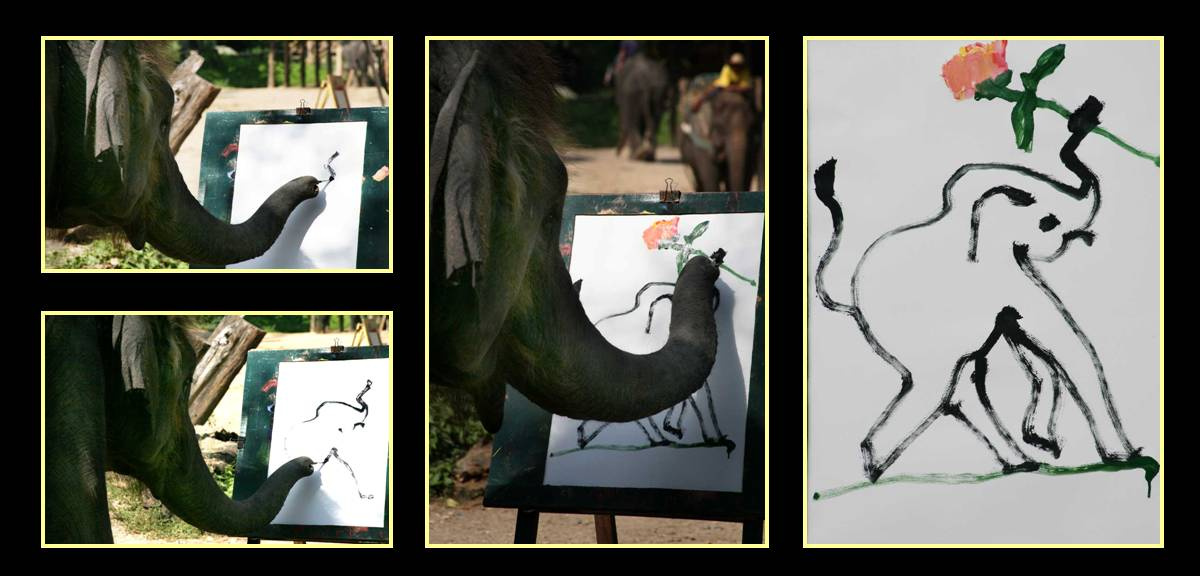
Рисующий слон

Слоны — самые крупные наземные животные на Земле. Обитают они в Юго-Восточной Азии и Африке, в тропических лесах и саваннах.

## Структура мозга
Масса мозга слона составляет чуть более 5 кг. Мозг слона содержит в общей сложности 300 миллиардов нейронов. Слоны (как азиатские, так и африканские) имеют очень большой неокортекс, который по сложности строения уступает только новой коре людей, шимпанзе и дельфинов. Азиатские слоны обладают самым большим среди всех наземных животных объёмом коры головного мозга, отвечающим за познавательные способности. На канале Discovery было показано прохождение слонами IQ-теста: их IQ достигал 20. По некоторым данным, средний IQ слонов соответствует среднему IQ семилетнего ребёнка. Согласно исследованиям, по умению создавать орудия труда слоны находятся на уровне семейства гоминид.
Мозг у слонов имеет больше извилин, чем у приматов, но меньше, чем у китообразных. Считается, что слоны равны дельфинам по умению находить выход из трудных ситуаций. У слонов также есть крупный сложноустроенный гиппокамп, который намного больше, чем у человека. Гиппокамп слона занимает 0,7 % от центральной структуры головного мозга. У человека он занимает 0,5 %, у дельфинов — 0,08 %. Гиппокамп отвечает за эмоции и память. Полагают, что поэтому слоны злопамятны, и у них остаётся долгое впечатление от увиденного.
Коэффициент энцефализации (EQ, размер мозга относительно размера тела) слонов колеблется от 1,13 до 2,37. Средний EQ составляет 2,14 у азиатских слонов и 1,67 — у африканских, общий средний показатель составляет 1,88. Сравнение с другими животными: EQ дельфина Южной Америки составляет 1,67, гангского дельфина — 1,55, косатки — 2,57, афалины — 4,14; шимпанзе — 2,49, собаки — 1,17, кошки — 1, мыши — 0,50. Средний EQ человека — 7,5.
Как и люди, слоны учатся выживанию с самого рождения. Слоны обучаются примерно за 10 лет. Большинство детёнышей слонов рождается с мозгом, масса которого составляет 35 % от взрослого мозга. У людей эта масса составляет 28 %, у дельфинов — 42,5 %, у шимпанзе — 54 %.
Аристотель описывал слона как «животное, которое превосходит других остроумием и умом».

## Группы слонов
Ещё один показатель интеллекта слонов — их объединение в группы. Этолог Синтия Мосс, изучающая слонов, рассказывает о событии, в котором участвует группа африканских слонов:
```
Два члена группы были расстреляны браконьерами, которых впоследствии преследовали оставшиеся слоны. Один слон погиб на месте, а другая (слониха) по имени Тина пыталась выдержать ранение, но вскоре упала на землю. Два члена группы, Триста и Терезия (мать Тины) подошли к Тине с двух сторон и наклонились, чтобы удержать её. Но Тина стала настолько слабой, что окончательно умерла. Однако Триста и Терезия не сдавались, и постоянно пытались её поднять. Им удалось поднять Тину в сидячее положение, но её тело уже было безжизненным и снова упало на землю. Когда другие члены группы слонов стали более активно участвовать в помощи, они положили траву в рот Тины. Затем Терезия положила свои бивни под голову и переднюю часть Тины и снова пыталась поднять её. Когда она это сделала, её правый бивень полностью сломался, вплоть до губы и нервных окончаний. После этого слоны отказались заново поднимать Тину, но не оставили её; вместо этого они начали копать «могилу», похоронили её и прикрыли листьями. Они стояли возле Тины всю ночь, и начали уходить лишь утром. Последним, кто ушёл, была Терезия.
```

Поскольку слоны в группах тесно связаны и очень матриархальны, группа может быть разъединена из-за смерти члена этой группы, особенно матриарха. Некоторые группы никогда не восстанавливаются. Синтия Мосс также наблюдала, как у матери-слонихи умер слонёнок — после этого она долго ходила далеко от своей группы.
Эдвард Топселл в издании 1658 года «История четвероногих зверей» так писал про слонов:
«Среди всех зверей мира нет существа, обладающего столь великой силой и умом».

## Альтруизм слонов
Считается, что слоны являются очень альтруистичными животными, которые помогают другим животным и даже людям в решении проблем. В Индии зафиксирован случай, когда слон помогал местным жителям поднимать брёвна, следуя за грузовиком и помещая брёвна в предварительно вырытые отверстия по указаниям махаута. В одну яму слон отказался класть бревно. Когда махаут начал разбираться, в чём дело, он заметил, что в яме спит собака.
Синтия Мосс часто видела, как слоны старались не причинять вреда и не убивать человека, даже когда это было сделать очень трудно (например, идти назад, чтобы не раздавить человека). Джойс Пул задокументировала случай, рассказанный ей Колином Франкомбе на ранчо «Лайкипия Куки Галлмен» в 1996 году. Когда Колин вышел с ранчо со своими верблюдами, он встретил семью слонов. Матриарх напал на него, толкнул хоботом и сломал ногу. Вечером, когда Колин не вернулся, за ним послали грузовик с поисковой командой, которая обнаружила, что слон охранял Колина. Слониха атаковала грузовик, поэтому им пришлось напугать её выстрелами, чтобы она ушла. Позже пастух рассказал, что когда он не смог подняться, слон поднял его хоботом и положил в тень под деревом. Слон охранял его весь день, и осторожно трогал его своим хоботом.
В Индии специально обученные слоны делают людям массаж, осторожно касаясь ногами тела.

## Ритуалы
Учёные говорят, что слоны очень эмоциональны. Слоновые — единственное семейство животных (за исключением рода Люди), которые проводят какие-либо похоронные ритуалы. Слоны проявляют большой интерес к костям других слонов. Они осторожно исследуют кости ногами. Иногда слоны, совершенно не связанные с покойным, посещают их места захоронения.
Исследователь слонов Мартин Мередит вспоминает в своей книге случай, свидетелем которого стал Антоний Холл-Мартин, южноафриканский биолог, который изучал слонов в местечке Аддо (ЮАР) более восьми лет. Вся семья, включая слонёнка, осторожно касались тела мёртвого матриарха ногами. Слонёнок наблюдал за этим и издавал звуки, похожие на крик. Затем всё стадо на минуту замолчало. После чего слоны начали бросать на тело листья и грязь и срывали (или находили на земле) ветви деревьев, чтобы полностью покрыть его. Следующие два дня слоны неподвижно стояли над телом матриарха. Они иногда уходили за пищей или водой, но вскоре возвращались.
Случаи, когда слоны ведут себя подобным образом с людьми, распространены по всей Африке. Во многих случаях они зарывали мёртвых или спящих людей или помогали им, когда те были травмированы. Мартин Мередит также вспоминает случай, рассказанный ему Джорджем Адамсоном. Женщина (туркана по национальности) заснула под деревом, потеряв дорогу домой. Когда она проснулась, над ней стоял слон и осторожно касался её тела. Женщина продолжала лежать неподвижно, так как была напугана. Когда пришли другие слоны, они стали громко кричать и решили зарыть её. Крики услышали местные скотоводы и довели её домой.
Джордж Адамсон также вспоминал случай, когда он расстрелял взрослого слона из стада, который ворвался в правительственные сады Северной Кении. Джордж дал мясо слона местным жителям (туркана), а затем вытащил остальную часть туши на расстояние 800 метров от садов. В ту же ночь другие слоны нашли тушу с костями и вернули её в точное место, где был убит слон.
По словам английского писателя и священнослужителя времён эпохи Возрождения Эдварда Топселла, слоны поклоняются солнцу и луне.

## Препараты
Африканские слоны для лечения пережёвывают листья деревьев из семейства Бурачниковые, которые вызывают роды. Кенийцы часто используют это дерево с такими же целями.

## Развлечения
Джойс Пул во многих случаях наблюдала за дикими африканскими слонами. Слоны всасывали хоботом воду из луж, держа хобот в воздухе, и распыляли воду, как фонтан. Джойс Пул говорила:
«Они, по-видимому, делают что-то для того, чтобы развлекать детёнышей».

## Подражание
Недавние исследования показали, что слоны также могут имитировать звуки, которые они слышат. Открытие было обнаружено, когда Млаика, осиротевший слон, скопировал звук проезжающих мимо грузовиков. До сих пор единственными животными, помимо слонов, которые могут имитировать звуки, являются китообразные, дельфины, летучие мыши, приматы и птицы. Калимеро, африканский слон, которому было 23 года, также проявил уникальную форму мимики. Он жил в швейцарском зоопарке вместе с другими, азиатскими, слонами. Азиатские слоны издают звуки, которые не используют африканские. Калимеро начал имитировать эти звуки.
Кхосик, индийский слон из зоопарка Эверленд Республики Корея, может произносить около восьми корейских слов, в том числе сидеть, лежать, да и нет. Для этого он помещает хобот в рот и затем выдыхает воздух, подобно процессу свиста.
Слоны используют сигналы для общения друг с другом. Слонихи лучше различают контактные сигналы и могут определить, какой именно слон кричит. Джойс Пул продемонстрировала эти способности слонов. Она подметила, что у слонов есть свои «диалекты». Гарри Пичи, исследователь слонов, заметил, что слоны понимают больше команд, чем другие животные. Слон Гарри — Коко — помогал сторожам и сигналами «побуждал» их поощрить его различными командами и словами. По словам Гарри, «слоны могут запомнить смысл и звучание слов, и это большая редкость в животном мире».

## Использование подручных средств
Слоны показывают способность использовать подручные средства. Наблюдались случаи, когда слоны перед дождём вырывали ямы, чтобы в них попала вода. После питья они отрывали кору с дерева, пережёвывали и накрывали ей яму, чтобы избежать испарения, и долго возвращались к месту с водой. В Индии наблюдался случай, когда азиатский слон разрушал брёвнами забор под напряжением, чтобы обеспечить себе безопасный проход.

## Искусство и музыка

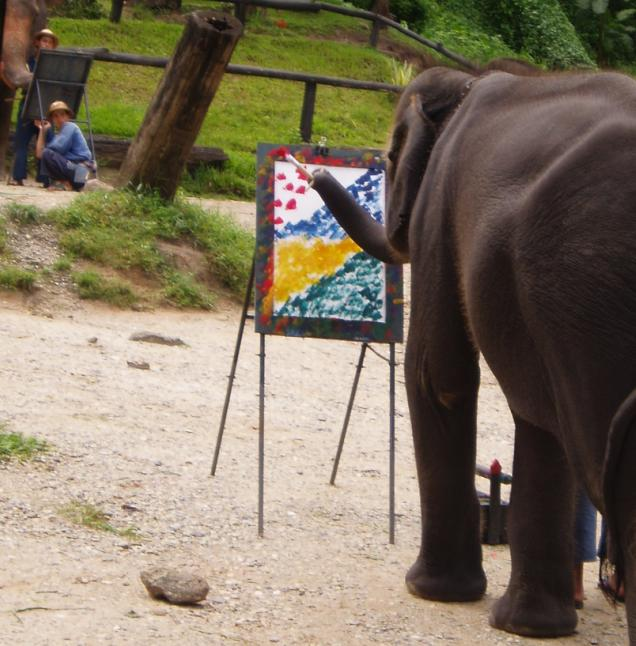
Слон рисует

Подобно другим животным, которые создают произведения искусства, слоны, использующие свои хоботы для зажима кистей, создают картины, которые некоторые художники сравнивают с произведениями экспрессионистов. Однако учёным неясно, приписывают ли слоны какие-либо значения картинам, которые они создали. В настоящее время искусство слонов обычно представлено в зоопарках и показано в музеях и картинных галереях по всему миру. Слониха Раби из зоопарка Финикса считается лучшим слоном-художником, её картины были проданы за 25 000 долларов. По словам работников зоопарка, Раби выбирала цвета, какими она хотела рисовать, и понимала, каким оттенком нужно рисовать. Проект «Академия искусства слонов» в Нью-Йорке учит отставших слонов рисовать. Учителя дают руководство слонам, и они рисуют любой увиденный объект. Искусство слона было показано в телепрограмме «Необычайные животные», в которой слоны в Таиланде рисовали натюрморт с цветами. Хотя изображения были нарисованы слонами, они находились под присмотром тренера, который направлял движение хобота.
В Таиланде слон случайно с камерой на хоботе сделал селфи с девушкой.
Популярное видео из Чиангмая, в котором слон рисует другого слона, стало широко распространяться на новостных и видеосайтах в Интернете. Веб-сайт Snopes.com называет видео «только отчасти истинным, поскольку сходство с настоящим слоном свидетельствует о выученной последовательности рисования, а не о способности слона к творчеству».
Древними римлянами и махаутами было отмечено, что слоны могут различать мелодии. Выполнение трюков слонами часто сопровождается музыкой. Цирк Адама Форпо и Ringling Bros. and Barnum & Bailey Circus имеют «оркестры слонов». Немецкий биолог Бернард Ренх долго изучал способность слона различать музыку, а в 1957 году опубликовал результаты исследований в журнале Scientific American. Один из слонов мог различать 12 тонов и помнить простые мелодии. Слон по имени Шанти в Смитсоновском национальном зоологическом парке (США) продемонстрировал способность играть на гармонике и охотничьем роге. По словам посетителей, она всегда заканчивает свои мелодии громко.
Тайский оркестр слонов — музыкальный ансамбль, состоящий из четырнадцати тайских слонов около города Лампанг в Северном Таиланде. Слоны играют импровизированную ритмичную музыку на специально разработанных музыкальных инструментах. Оркестр был основан исследователем слонов из Национального института слонов Ричардом Лэром и американским неврологом Дэйвом Солдаром. Было выпущено три компакт-диска на Mulatta Records. В настоящее время этот оркестр выступает для туристов Таиланда.
По словам основателей оркестра, «тайская традиционная музыка — это жанр, знакомый слонам, поэтому они сами выбрали эти мелодии и прибавили к ней блюзовый оттенок». Ричард Лэр добавил, что слоны взялись за это задание с удовольствием.
Большинство музыкальных инструментов являются народными тайскими, но сделанные в увеличенном варианте. Также в оркестре имеются партии для гармоники.
Музыкальные произведения оркестра делятся на два общих типа. Первый тип произведений доказывает, что слоны умеют импровизировать; при этом единственными указаниями человека являются сигналы о начале и конце игры. Другой тип произведений — авторские, которому махауты обучают слонов. В основном такими мелодиями являются гокеты, когда каждый слон играет одну ноту на настроенном инструменте, например, на ангклунге.
По словам биолога Анирудд Патель, самый ответственный барабанщик оркестра, слониха Пратида, разработала свой ритм, похожий на свинг.
Дискография
- 2002 — Тайский оркестр слонов;
- 2005 — Слоновьи рапсодии;
- 2011 — Водная музыка.

## Способность решать задачи
Слоны могут потратить значительное время на решение задач. Они могут резко изменить своё поведение и выйти из сложных ситуаций. Способность решать задачи является ещё одним показателем интеллекта слонов. Эксперимент, проведённый в 2010 году, показал, что для того, чтобы достать пищу, слоны могут работать в парах: одновременно тянуть два конца дерева. С точки зрения решения проблем слоны по интеллекту помещаются между шимпанзе и человеком.
В 1970-х годах в Морском Мире жил азиатский слон по имени Бандула. Бандула догадалась, как сломать или разблокировать некоторые предметы, используемые для закрепления предметов или удержания животных. Наиболее сложным устройством был крючок Бруммеля, устройство, в котором два элемента надёжно закрепляются с помощью их изогнутости. Так Бандула помогала слонам в неволе освобождаться. Бандула хоботом двигала крючок, пока элементы не выскользнут. Подмечено, что после освобождения во время бега слоны оглядываются назад.
Одна слониха разработала способ, как отвинтить болт. Она брала в хобот ветку и крутила болт.
Раби, известная слониха-художник, часто подслушивала разговоры работников зоопарка, когда говорили о ней. Когда она услышала слово «краска», она стала очень возбудимой. Цвета, которые она предпочитала, были зелёный, жёлтый, синий и красный. Однажды у работника зоопарка случился сердечный приступ, и в зоопарк приехала «скорая помощь». Раби оставалась возбудимой. Автомобиль был окрашен белым, красным, а мигалка была жёлтой. Когда Раби начала рисовать следующую картину, она выбрала эти цвета. После этого она стала более спокойной.
Исследования доктора Наоко Ири из Токийского университета показали, что слоны демонстрируют навыки арифметики. Эксперимент состоял в том, чтобы сбросить различное количество яблок в два ведра, а затем посчитать, в каком ведре оказалось больше яблок. Дрессировщик бросил в одну корзину 3 яблока, в другую — 1. Затем он бросил в первую ещё 4 яблока, во вторую — 5. 74 % слонов смогли правильно выбрать ведро. Индийский слон Ашиа справился с заданием с точностью 90 %. Правильно определить количество яблок смогли только 67 % людей. Наоко Ири в оправдание сказала: «Даже я запутываюсь в количестве, когда выкладываю еду».
Согласно одному источнику из Сан-Франциско, слоны могут доставать удалённые объекты с помощью палки.
В 1956 году У. Х. Торп пояснил, что около десяти видов птиц могут клювом подтягивать верёвку с пищей, подвешенной на нитку. Бернд Хенрих проделывал такие опыты со слонами:
```
Семь азиатских слонов были заняты поисками пищи и заметили специально высоко подвешенную верёвку с бревном, на котором висел сахарный тростник — любимое лакомство слонов. Усилия достать пищу были удачными — все семь слонов разработали последовательность для того, чтобы достать тростник в течение трёх экспериментальных попыток. Каждый выполнял свою работу. На следующей попытке они потрясли ствол дерева и хоботом закрепили верёвку. После 2—6 толчков немного сахарного тростника выпало с бревна. Слоны продолжали толкать бревно, пока не выпал весь сахарный тростник. После этого они начали им лакомиться.
```

```
У всех слонов, казалось, имелись взаимопонимание и точная координация движений. Только так они смогли решить проблему.
```

## Самосознание
Азиатские слоны присоединились к небольшой группе животных (наряду с родом Люди, шимпанзе, орангутанами, гориллами, афалинами, косатками, и евразийскими сороками), которые проявляют самосознание. Исследование самосознания у слонов проводилось Обществом охраны природы (WCS) в Бронксском зоопарке в Нью-Йорке. Хотя многие животные реагируют на зеркало, очень немногие демонстрируют какие-либо доказательства того, что они признают, что фактически находятся в зеркальном отражении.
Азиатские слоны в исследованиях также проявили этот тип поведения, когда стояли перед большим зеркалом, помещённым в вольер — они осмотрели заднюю часть и поднесли пищу к зеркалу. После этого они поняли, что находятся в зеркальном отражении. Способность к самосознанию слонов в очередной раз была доказана слоном Бэйт, который, смотря в зеркало, неоднократно касался своим хоботом окрашенной метки X на лбу.

## Слёзы
Слон Раджу, который находился в неволе в течение 50 лет в регионе Уттар-Прадеш в Индии, был освобождён в полночь на 4 июля 2014 года защитниками природы. Во время освобождения было замечено, что слон, казалось, кричал, и из его глаз капали слёзы. Случай стал широко известен, и во многих заголовках и новостных статьях Раджу назвали «Плачущий слон».
Слонёнок по имени Чжуанчжуан был брошен матерью в 2013 году. Люди посчитали, что слонёнок заблудился, и вернули его матери, но она снова его бросила. Люди отдали слона в зоопарк, и он плакал в течение 5 часов, пока работники не смогли его успокоить.

## Аргументы против уникальности слонов
- Торндайк утверждал, что документы преувеличивают интеллект слонов. Он писал, что его кошки и собаки быстро научились дотягиваться до пищи, подвешенной на верёвке, что могли делать и слоны (путём подкрепления удачных или близких к удаче повторений, например, когда еда при раскачивании бревна становится ближе или когда падает часть тростника, подвешенного на бревне);
- В 1957 году Альтевогт утверждал, что слоны не рождаются со способностями к музыке и рассказывал, что его слону потребовалось около восьми месяцев, чтобы научиться различать 12 полутонов;
- Бернард Ренш сообщил, что слоны могут быть как с незаурядным, так и с обычным для животных интеллектом. Он сообщал, что молодому азиатскому слону потребовалось 330 испытаний в течение нескольких месяцев, чтобы научиться доставать пищу с верёвки;
- По словам жителей Мьянмы, только 13 бирманских слонов справились с решением вышеописанного задания, а 7 не смогли этого сделать. 20 слонам потребовалось в среднем по 4 попытки, чтобы полностью освоить задание.